# ويتلي (كنتاكي)
ويتلي (بالإنجليزية: Whitley City CDP, Kentucky)‏ هي مدينة تقع بولاية كنتاكي في الولايات المتحدة. تبلغ مساحتها 6.00 كم2، وترتفع عن سطح البحر 412 م، بلغ عدد سكانها 1,170 نسمة في عام 2010 حسب إحصاء مكتب تعداد الولايات المتحدة وتصل الكثافة السكانية فيها 195 نسمة لكل كيلومتر مربع (505.0/ميل2).

## التركيبة السكانية
حدّد مكتب تعداد الولايات المتحدة بيانات التركيبة السكانية لويتلي في تعداد الولايات المتحدة. في ما يلي، التركيبة السكانية حسب تعدادي 2000 و2010.

### تعداد عام 2000
بلغ عدد سكان ويتلي 1,111 نسمة بحسب تعداد عام 2000، وبلغ عدد الأسر 458 أسرة وعدد العائلات 297 عائلة مقيمة في المدينة. في حين سجلت الكثافة السكانية 185.2 نسمة لكل كيلومتر مربع (479.7/ميل2). وبلغ عدد الوحدات السكنية 516 وحدة بمتوسط كثافة قدره 86 لكل كيلومتر مربع (222.7/ميل2).
وتوزع التركيب العرقي للمدينة بنسبة 98.92% من البيض و0.72% من الأمريكيين الأصليين و0.09% من الأعراق الأخرى و0.27% من عرقين مختلطين أو أكثر و0.54% من الهسبانيون أو اللاتينيون من أي عرق.
بلغ عدد الأسر 458 أسرة كانت نسبة 36.2% منها لديها أطفال تحت سن الثامنة عشر تعيش معهم، وبلغت نسبة الأزواج القاطنين مع بعضهم البعض 38.6% من أصل المجموع الكلي للأسر، ونسبة 20.7% من الأسر كان لديها معيلات من الإناث دون وجود شريك، بينما كانت نسبة 5.5% من الأسر لديها معيلون من الذكور دون وجود شريكة وكانت نسبة 35.2% من غير العائلات. تألفت نسبة 31.9% من أصل جميع الأسر من عدة أفراد يعيشون في نفس المنزل ونسبة 12.2% كانت تتألف من شخص يعيش بمفرده يبلغ من العمر 65 عاماً أو أكثر. وبلغ متوسط حجم الأسرة المعيشية 2.31، أما متوسط حجم العائلات فبلغ 2.89.
بلغ العمر الوسطي للسكان 34.7 عاماً. وكانت نسبة 25.6% من القاطنين تحت سن الثامنة عشر، وكانت نسبة 8.9% بين الثامنة عشر والرابعة والعشرين عاماً، ونسبة 26.1% كانت واقعةً في الفئة العمرية ما بين الخامسة والعشرين والرابعة والأربعين عاماً، ونسبة 22.8% كانت ما بين الخامسة والأربعين والرابعة والستين، ونسبة 12% كانت ضمن فئة الخامسة والستين عاماً فما فوق. يوجد لكل 100 أنثى 81.0 ذكر، ويوجد لكل 100 أنثى في الثامنة عشر من عمرها فما فوق 79.0 ذكر.
بلغ متوسط دخل الأسرة في المدينة 18,654 دولارًا، أما متوسط دخل العائلة فبلغ 18,702 دولارًا. وكان متوسط دخل الذكور 29,306 دولارًا مقابل 22,500 دولارًا للإناث. وسجل دخل الفرد الخاص بالمدينة 11,659 دولارًا. وكانت نسبة 28.9% من العائلات ونسبة 38.8% من السكان تحت خط الفقر، وكان من هؤلاء نسبة 61% تحت سن الثامنة عشر ونسبة 12.4% في الخامسة والستين من العمر وما فوق.

### تعداد عام 2010
بلغ عدد سكان ويتلي 1,170 نسمة بحسب تعداد عام 2010، وبلغ عدد الأسر 460 أسرة وعدد العائلات 306 عائلة مقيمة في المدينة. في حين سجلت الكثافة السكانية 195 نسمة لكل كيلومتر مربع (505.0/ميل2). وبلغ عدد الوحدات السكنية 530 وحدة بمتوسط كثافة قدره 88.3 لكل كيلومتر مربع (228.7/ميل2).
وتوزع التركيب العرقي للمدينة بنسبة 97.44% من البيض و0.17% من الأمريكيين الأفارقة و0.94% من الأمريكيين الأصليين و0.17% من الأمريكيين ذوي الأصول الآسيوية و0.26% من الأعراق الأخرى و1.03% من عرقين مختلطين أو أكثر و0.85% من الهسبانيون أو اللاتينيون من أي عرق.
بلغ عدد الأسر 460 أسرة كانت نسبة 36.1% منها لديها أطفال تحت سن الثامنة عشر تعيش معهم، وبلغت نسبة الأزواج القاطنين مع بعضهم البعض 36.1% من أصل المجموع الكلي للأسر، ونسبة 22.2% من الأسر كان لديها معيلات من الإناث دون وجود شريك، بينما كانت نسبة 8.3% من الأسر لديها معيلون من الذكور دون وجود شريكة وكانت نسبة 33.5% من غير العائلات. تألفت نسبة 28.9% من أصل جميع الأسر من عدة أفراد يعيشون في نفس المنزل ونسبة 12.6% كانت تتألف من شخص يعيش بمفرده يبلغ من العمر 65 عاماً أو أكثر. وبلغ متوسط حجم الأسرة المعيشية 2.37، أما متوسط حجم العائلات فبلغ 2.87.
بلغ العمر الوسطي للسكان 34.8 عاماً. وكانت نسبة 23.8% من القاطنين تحت سن الثامنة عشر، وكانت نسبة 11.8% بين الثامنة عشر والرابعة والعشرين عاماً، ونسبة 27.7% كانت واقعةً في الفئة العمرية ما بين الخامسة والعشرين والرابعة والأربعين عاماً، ونسبة 23.2% كانت ما بين الخامسة والأربعين والرابعة والستين، ونسبة 13.5% كانت ضمن فئة الخامسة والستين عاماً فما فوق. وتوزع التركيب الجنسي للسكان بنسبة 50.8% ذكور و49.2% إناث.